# Гартинг, Иван Маркович
Иван Маркович Гартинг (1756—1831) — инженер-генерал-майор (1799), участник Отечественной войны 1812 года.

## Биография
Родился в 1756 году.

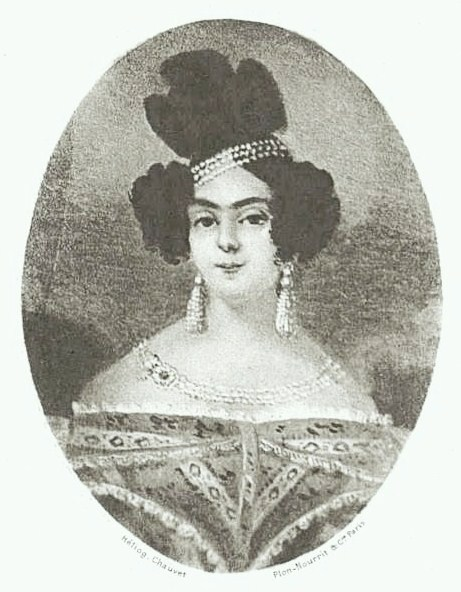
Елена Григорьевна

Первый офицерский чин получил в 1783 году. Состоял в инженерных войсках в корпусе генерала Розенберга.
12 октября 1799 года был произведён в генерал-майоры. С 12.11.1801 по 17.03.1804 был Херсонским комендантом.
Участвовал в Русско-турецкой войне 1806—1812 годов, командовал инженерами армии. В 1812 году командовал инженерами Дунайской армии, затем исполнял должность гражданского губернатора Бессарабской губернии (17.06.1813—10.1817), а также был командующим Дунайского инженерного округа. Умер в 1831 году.
Жена (с 1812 года) — Елена Григорьевна Стурдза (1786—1831), сестра Михаила Стурдза; разводная жена (1807) Александра Гика и мать последнего господаря Молдавского княжества Григория Гика. Во втором браке имела сына Карла (1813—1889). Встречалась с  Пушкиным в Кишиневе.

## Награды
- За отличие при осаде крепости Силистрия награждён орденом Св. Владимира 2-й степени, а за отличия в сражениях против турецких войск после перехода на правый берег Дуная — награждён орденом Св. Георгия 3-го класса (№ 225, 16 февраля 1812 года). 26 ноября 1808 года был награждён орденом Св. Георгия 4-го класса (№ 2006).
- Награждён также орденами Св. Анны 1-й степени, Св. Иоанна Иерусалимского, сардинским орденом Св. Маврикия и Лазаря, а также золотой шпагой «За храбрость» (с алмазами).